# Pinto (medida)
A pinta, pinto ou quartilho (pint em língua inglesa), é uma unidade de medida pré-métrica de volume, que equivaleria cerca de 0,665 litros, e que foi usada tanto na Europa continental (inclusive em Portugal), como no sistema inglês ou imperial de medidas.
Ainda usado no Reino Unido, um pint (1 Imp. pt.) equivale a 568,26125 mL, e nos Estados Unidos (1 US liquid pt.) equivale a 473,176473 mL (1 US. gal. = 8 US. pt.).
Na Austrália usa-se, desde a conversão para o sistema métrico, o metric pint ("pinto métrico"), que equivale a meio litro (5 decilitros).
Em França, la pinte referia-se geralmente a um volume de 952,146 mililitros, mas a medida (e a palavra) raramente são usadas hoje em dia.
No Quebec, Canadá, o termo "pinte" ainda é usado frequentemente como sinónimo de "litro", sobretudo aplicado a leite ("pinte de lait"), embora as medidas não sejam exactamente iguais. Meia pinte é designada por "une chopine". Uma chopine canadiana é equivalente a um pint estadunidense.
Na parte flamenga da Bélgica serve-se um pint, ou pintje, em copos de 250 mL.
Na Alemanha é usada a palavra "Pinte", mas esta refere-se geralmente a um estabelecimento onde é servida cerveja, e não a uma medida fixa.

## Pinto métrico ou britânico
O pinto métrico é equivalente a:
- 0,0035714285714286 barris imperiais
- 0,125 galões imperiais
- 0,5 quartos imperiais
- 4 gills imperiais
- 20 onças líquidas imperiais

## Pinto estadunidense
O pinto estadunidense é equivalente a:
- 0,0029761904761905 barris estadunidenses
- 0,125 galões estadunidenses
- 0,5 quartos estadunidenses
- 4 gills estadunidenses
- 16 onças líquidas estadunidenses

O pint ou pinto é muito comum na fabricação de canecas para cerveja.